# Weldon Langat
Weldon Kipkurui Langat (24 febbraio 1998) è un mezzofondista keniano.

## Biografia
Ha gareggiato nei Giochi Olimpici di Tokyo, piazzandosi in ventesima posizione nei 10000 m piani.

## Palmarès
| Anno | Manifestazione  | Sede  | Evento        | Risultato | Prestazione | Note |
| ---- | --------------- | ----- | ------------- | --------- | ----------- | ---- |
| 2021 | Giochi Olimpici | Tokyo | 10000 m piani | 20º       | 28'41"42    |      |

## Altre competizioni internazionali
2022
- 10º alla Mezza maratona di Valencia ( Valencia) - 1h00'28"
- 4º alla Mezza maratona di Praga ( Praga) - 1h00'57"
- 14º all'Agnes Tirop Cross Country Classic ( Eldoret) - 31'11"

2023
- 10º alla Mezza maratona di Valencia ( Valencia) - 59'22"
- 6º alla Mezza maratona di Ras al-Khaima ( Ras al-Khaima) - 59'55"
- Oro alla 10K Valencia Ibercaja ( Valencia) - 26'55" =

2024
- 12º al Prefontaine Classic ( Eugene), 10000 m piani - 28'02"55
- 12º alla Mezza maratona di Valencia ( Valencia) - 1h00'47"
- 17º alla Mezza maratona di Ras al-Khaima ( Ras al-Khaima) - 1h01'45"